# James Files
James Earl Files (Oakman, 24 gennaio 1942) è un criminale ed ex agente segreto statunitense.
Fece parte della CIA. In un'intervista rilasciata nel 1994 dichiarò di essere stato l'uomo che la mattina del 22 novembre 1963 sparò a Dallas, dalla collinetta erbosa in Dealey Plaza, al presidente statunitense John Fitzgerald Kennedy. Le indagini sul caso Kennedy hanno sempre indicato in Lee Harvey Oswald il solo killer di Kennedy.
James Files fu arrestato il 5 agosto 1991 con l'accusa di tentato omicidio dell'agente di polizia David Ostertag. È stato condannato a 30 anni di prigione ed è stato detenuto nel carcere di Stateville in Illinois, fino alla sua liberazione condizionale nel maggio del 2016, con 5 anni di anticipo.
Nel 1992, a Beaumont, un agente dell'FBI, Zack Shelton, rivelò che, tramite un suo informatore, era venuto a conoscenza che un detenuto, James Files, possedeva informazioni sull'uccisione di John Fitzgerald Kennedy. La sua prima rivelazione risale al 1994, quando raccontò la sua storia a Joe West, un investigatore privato che indagava sul caso Kennedy. La storia è stata poi resa pubblica nel video L'assassinio di JFK: Confessione di un assassino del 1996.

## Biografia
James E. Files è nato in una piccola fattoria nella periferia di Oakman, in Alabama, il 24 gennaio 1942. Sua sorella maggiore, Maria Pearl Files, è nata nella stessa fattoria nel 1936. Files ha usato il cognome di "Sutton" fino al 1963. La famiglia Sutton-Files si trasferì a Melrose Park, nell'Illinois nel 1940, e James è cresciuto nel quartiere italiano.
Fu etichettato come un "giovane delinquente" dal capo della polizia locale; acquistò la sua prima auto a 14 anni e guidò moto e auto da corsa a 20 anni. Files uccise la prima volta all'età di sedici anni, per vendicare l'omicidio di sua sorella, Maria Pearl Johnson, a Saint Louis, decapitando il suo assassino a distanza ravvicinata con un tiro di fucile da caccia.
James Files entrò a far parte dell'esercito degli Stati Uniti nel 1959, arruolato nella 82ª Airborne, la divisione di paracadutisti, e fu inviato nel Laos partecipando all'operazione White Star. Files affermò di aver partecipato a missioni di intelligence e di aver fatto parte delle prime truppe da combattimento statunitensi segrete inviate in Vietnam.

### Servizio militare
Si discute molto sul servizio militare di Files. Secondo il sito Wim Dankbaar's, Files ha dichiarato che i suoi dati relativi al servizio militare sono stati cancellati dalla CIA, e che questo è il motivo per cui l'FBI, investigatori privati e agenzie investigative non sono stati in grado di trovare alcuna traccia del suo passato militare.
Nel 1995, tuttavia, John C. Grady, lo storico ufficiale della 82° Airborne e del 505 reggimento fanteria paracadutisti, sostenne di aver individuato il numero di matricola dell'esercito intestato a James Files in un "inattivo" file di un remoto Ufficio regionale a St. Louis. Dopo 18 mesi di ricerca, Grady verificò che i file erano effettivamente registrati negli schedari dell'esercito degli Stati Uniti nel 1959 e che James Files fu arruolato nella 82° Airborne, prima di essere inviato nel Laos il 10 luglio 1959.
Un anno più tardi, all'inizio del 1996, Grady verificò nuovamente quello stato di servizio, ma nessun dato fu più trovato. Tutti i file sotto il nome di "James E. Files" furono contrassegnati "non disponibili ulteriori informazioni." Files dichiarò in un'intervista del 1994 che il suo nome legale fino al 1963 era di “James Sutton”, non “James Files”, quindi l'esercito americano non avrebbe alcun dato sotto il nome di "James E. Files".

### Connessione con la CIA
Dopo 14 mesi di servizio militare, Files dichiarò di essere stato giudicato dalla corte marziale di Fort George G. Meade nel Maryland con l'accusa di aver ucciso due dei suoi uomini quando prestava servizio nel Laos. Files affermò inoltre che in quel periodo fu protetto e reclutato da un agente della CIA, David Atlee Philips, anche se non esistono prove concrete del fatto. Fu grazie a David Atlee Philips, che Files incontrò Lee Harvey Oswald (Phillips è stato responsabile di Oswald, secondo le affermazioni di Files). Fu lo stesso Phillips a consegnare i proiettili per la pistola Remington XP-100 "Fireball", che furono poi utilizzati nell'omicidio di Kennedy a Dallas. Molto poco si sa invece sul coinvolgimento di Files nella CIA tra il 1959 e il 1979 e delle altre numerose operazioni della CIA in Florida, Louisiana, Texas, Cuba e il Sud America alle quali sicuramente Files prese parte.

### Legami con la mafia
In una intervista del 1994, Files diede così la sua versione dei fatti in merito al suo coinvolgimento nel crimine organizzato:
Files fu scelto come autista e guardia del corpo da Charles Nicoletti, figura di spicco della mafia di Chicago, nel 1961, o all'inizio del 1962 e ne divenne il suo uomo di fiducia. Files sostiene inoltre di aver fatto diversi "lavori sporchi" per Nicoletti prima dell'assassinio del presidente John Fitzgerald Kennedy, e lo stesso Nicoletti fu fortemente impressionato in diverse occasioni per la sua capacità con le armi da fuoco. Secondo il sito Wim Dankbaar's, diversi testimoni oculari hanno riferito di aver visto Files e Charles Nicoletti insieme:
- Leonard Patrick ha testimoniato che James Files è stato associato con la mafia di Chicago e in particolare a Charles Nicoletti.
- Un ex agente della CIA affermò che Files era di stanza in Florida nel 1963, e ha inoltre individuato nella figura di James E. Files la persona implicata con la JM / WAVE, la sede segreta della CIA in Miami durante il 1960.
- Il pilota d'aereo della CIA William "Tosh" Robert Plumlee ricorda in James Files un "giovane di Chicago che fu messo nei guai fino in Messico e che fu salvato da Frank Sturgis della CIA".
- Il proprietario del parcheggio dove Files lavorava ricorda che Nicoletti aveva ordinato espressamente che solo Files poteva toccare o guidare le automobili di sua proprietà.

### La partecipazione all'assassinio di JFK secondo la testimonianza di Files

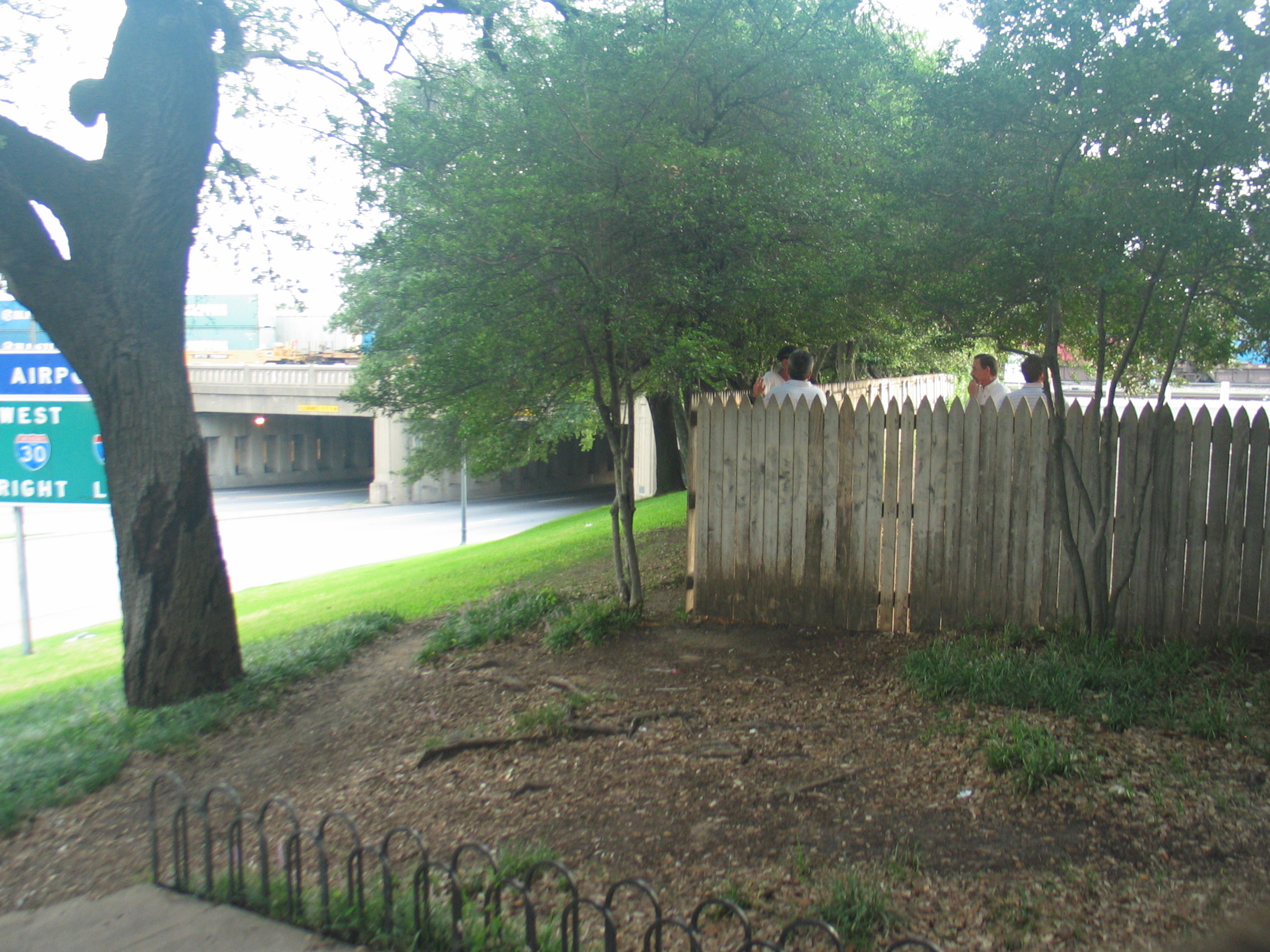
La collinetta erbosa (in inglese "Grassy Knoll") in Dealey Plaza a Dallas, da dove, stando a quanto riferito da Files, avrebbe sparato contro la limousine di Kennedy.

Attraverso una lunga intervista, registrata nel 2003, James Files rilasciò una testimonianza sulla catena di eventi che lo portarono all'assassinio di John Fitzgerald Kennedy.
Riassumendo, affermò che una sera a Chicago, nella primavera del 1963, mentre stava giocando con un flipper, Charles Nicoletti gli si avvicinò e gli disse che dovevano uscire con l'automobile. Nel corso dell'uscita, Nicoletti gli rivelò un piano per assassinare il presidente John Fitzgerald Kennedy e che tale operazione era stata pianificata dalla CIA, dal boss della malavita di Chicago Sam Giancana, e il “lavoro” era stato delegato allo stesso Nicoletti. Per compiere l'attentato furono considerate diverse località, tra cui Chicago, solamente in ultima analisi, fu scelta Dallas, nel Texas, come il luogo ideale dell'attentato.
Files sostenne che non fu ingaggiato come l'attentatore principale, ruolo assegnato invece allo stesso Nicoletti, appostato nel Dal-Tex Building, ma ebbe il compito di reperire le armi e di osservare la posizione dell'agguato. Una settimana prima dell'assassinio, Files disse di essersi trasferito a Dallas e di aver soggiornato presso il Motel Lamplighter a Mesquite, dove chiamò al telefono Nicoletti e David Atlee Philips (che lui afferma di essere stato il suo "controllore"). Files sostiene che la mattina dopo Lee Harvey Oswald lo raggiunse in albergo. Nei cinque giorni successivi, Files e Oswald trascorsero le giornate insieme. Files conferma che lui e Oswald andarono in un poligono di tiro per provare le armi che dovevano essere utilizzate per l'agguato del presidente Kennedy, e che in quell'occasione Oswald raccolse i bossoli sparati. Dichiara inoltre di non aver mai parlato con Oswald del progetto dell'assassinio.

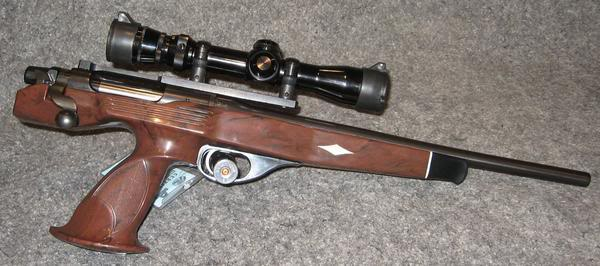
Il fucile bolt-action Remington XP-100 "Fireball" che Files afferma di avere usato nell'attentato a Kennedy.

Due giorni prima dell'assassinio, il 20 novembre, Nicoletti arrivò a Dallas e disse a Files che Johnny Roselli, altro malavitoso di Chicago, era giunto in aereo con un team della CIA per fermare il piano ordito, ma nonostante questo Roselli aveva intenzione di portare a termine il compito a qualsiasi costo. Quando Files fu ingaggiato come tiratore, gli furono date le seguenti direttive da Nicoletti: doveva sparare solo se Nicoletti avesse mancato o ferito il bersaglio ed eventualmente non doveva colpire Jacqueline Kennedy.

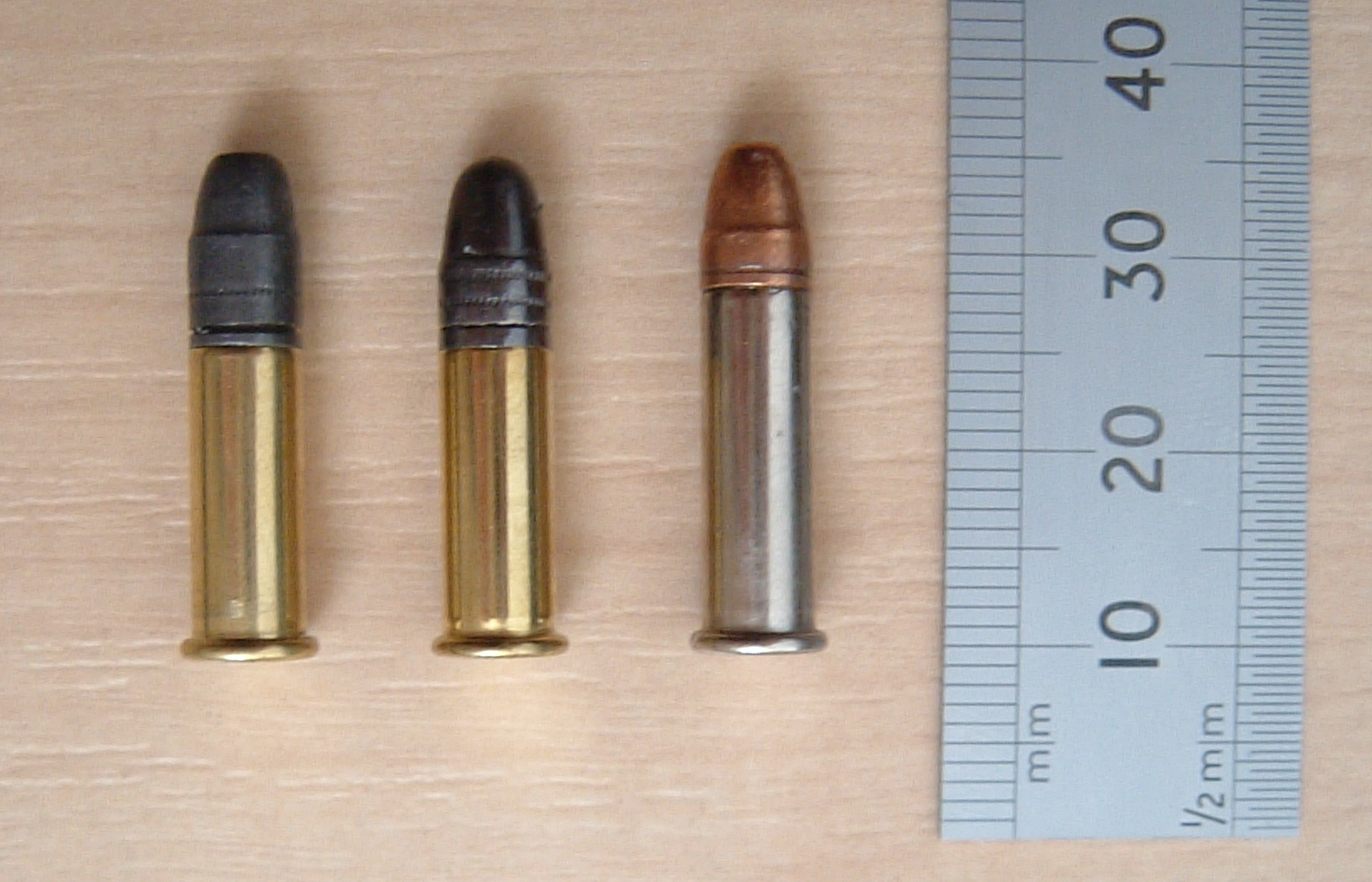
Tre proiettili .22 Long Rifle: a destra il tipo "Stinger", iperveloce a punta cava.

A seguito di queste linee guida, Files scelse di usare un prototipo del fucile bolt-action Remington XP-100 "Fireball", caricato con un proiettile .221 Remington Fireball, al quale era stata limata la punta e iniettato mercurio con un contagocce, successivamente sigillata con cera, in modo che questo esplodesse all'impatto. L'arma gli fu consegnata dall'agente della CIA, David Atlee Philips e la posizione scelta per la copertura fu la famigerata "collinetta erbosa", la Grassy Knoll in Dealey Plaza, dietro lo steccato di legno. Egli asserisce che indossava una giacca "reversibile" da ferroviere e che nascose il Remington XP-100 "Fireball" in una piccola valigia.
James Files, il 22 novembre, aspettò in un cantiere ferroviario l'arrivo del corteo del presidente Kennedy e quando questo giunse in vista, si appostò nel luogo individuato mirando all'occhio destro di Kennedy. Quando incominciò il rumore del primo sparo di Nicoletti, egli stesso cominciò a contare i colpi, e al secondo prese la mira e sparò alla testa di Kennedy. Il suo tiro, a suo dire, è stato il proiettile fatale che uccise il Presidente. Subito dopo, ripose la pistola nella valigia, e si allontanò indisturbato. Dopo aver camminato verso un'autorimessa, trovò Charles Nicoletti e Johnny Roselli che lo aspettavano e se ne ritornò a Chicago.

## Dichiarazioni
Files ha rilasciato due interviste: la prima volta nel 1994, a Bob Vernon, e la seconda nel 2003, a Jim Marrs & Wim Dankbaar. Nel corso di queste due interviste, ha reso le seguenti dichiarazioni:
- Il suo vero nome è James Sutton, che ha cambiato in James Files nel 1963.
- Era stato impiegato come agente della CIA dopo il suo congedo dalle forze armate.
- Aveva conosciuto Lee Harvey Oswald prima dell'attentato.
- Lee Harvey Oswald non sparò alcun colpo di fucile durante l'assassinio.
- L'altro tiratore era Charles Nicoletti, che sparò dal Dal-Tex Building.
- Jack Ruby era in Dealey Plaza durante l'assassinio.
- Johnny Roselli raggiunse Dallas, come parte di un team della CIA per revocare l'assassinio.
- La mattina dell'assassinio si incontrò con Johnny Roselli e Charles Nicoletti.
- Lee Harvey Oswald non uccise l'agente di polizia J.D. Tippit.
- Usò nell'assassinio un fucile Remington XP-100 "Fireball" e sparò dalla collinetta erbosa di Grassy Knoll in Dealey Plaza.
- Il suo tiro e quello di Nicoletti colpirono la testa del presidente Kennedy, in una frazione di secondo l'uno dall'altro.
- Il proiettile usato nell'attentato era con l'ogiva rivestita di mercurio.
- Files e Oswald trascorsero qualche giorno insieme prima dell'attentato.
- Non ha mai confessato il suo coinvolgimento fino al 1994.
- Non ha mai parlato volontariamente della sua storia, fino a quando l'FBI rivelò la notizia.